# Charlotte de Chabannes-Curton
Charlotte Gilberte de Vienne, née en 1513 et morte en 1575, est la sous-gouvernante des enfants d'Henri II .   

## Biographie
Fille de Gérard de Vienne et de Bénigne de Dinteville, elle épouse en 1536 Jacques de Beaufort, marquis de Canillac, puis en 1547 Joachim de Chabannes, sénéchal de Toulouse.  
Elle est nommée sous-gouvernante des enfants royaux sous la supervision de la gouvernante des Enfants de France. L’historien Mongez dit d'elle qu'elle est « la gouvernante de sept reines et princesses ».  
Après le mariage des princesses Élisabeth et Claude et de Marie Stuart, elle supervise l'éducation de Marguerite de France à Vincennes et à Amboise en collaboration avec Henri Le Maignan. Marguerite de France la décrit dans ses mémoires comme "une dame vertueuse et sage très attachée à la religion catholique", et la désigne comme une des raisons pour laquelle elle ne s'est jamais converti au protestantisme, et ceux en dépit des encouragements de son frère le duc d'Anjou.  
Quand Marguerite est fiancée à Henri de Navarre et que sa mère Jeanne d'Albret se rend à la cour pour les négociations, elle se plaint Marguerite "était toujours accompagnée de Madame de Curton (sa gouvernante), si bien qu'il m'était impossible de lui adresser un mot qui ne soit pas entendu par celle-ci."  
Après le mariage de Marguerite avec Henri III de Navarre en 1572, Charlotte de Vienne devient sa première dame d'honneur jusqu'à sa mort en 1575.